# لعبة ريفيرسي
لعبة ريفيرسي (بالإنجليزية: Reversi) (تسوقها بريسمان بالإسم التجاري أوتيللو) هي لعبة ألواح إستراتيجية يشارك فيها لاعبان يلعبان على لوح مقسم إلى 8 × 8 مربعات غير مختلفة اللون. وهناك 64 قطعة متطابقة تسمى «أقراص»، إحدى وجهيها فاتح اللون والآخر قاتم - إما فعليًا باستخدام طاقم أقراص حقيقي أو افتراضيًا عن طريق الحاسب الآلي - للتواصل مع الخصوم في اللعبة.
وتبدأ لعبة أوتيلو من المربعات الأربعة الموجودة في مركز اللوح من خلال وضع قطعتين باللون الأسود وقطعتين باللون الأبيض مرتبتين عموديًا. أما لعبة الريفيرسي الصحيحة (أي التي يُتبع فيها قواعد اللعبة الأصلية)، فتبدأ باللوح فارغًا وأول حركتين لكل لاعب يكونان في المربعات الأربعة الوسطى دون أي قلب للأقراص. لذا قد تبدأ الريفيرسي بمخطط متوازٍ أو عمودي من القطع الأربع الأولى. ودائما ما تبدأ إصدارات الكمبيوتر لهذه اللعبة وفقًا لقواعد لعبة أوتيلو، لكن هذا الاسم (بجانب تصميم اللوح ذي التصميم الفائق الجمال) هو علامة تجارية لذا لا بد من استخدام اسم ريفيرسي لتجنب المشاكل القانونية. ويبدأ اللعب بخطوات افتتاحية لريفيرسي حيث تصطف الأقراص من أحد اللونين بموازاة الأقراص من اللون الآخر في المربعات الوسطى الأربعة، قد يحدث بين المتحمسين في بعض الأماكن. وعندما تبدأ اللعبة وفق القوانين الأصلية، يجبر كل لاعب على الالتزام بالخطوات الافتتاحية.
ورغم أن القواعد الأصلية للريفيرسي كانت تقتضي التزام كل لاعب بنصف عدد الأقراص (الموجودة عند بدء اللعب)، فإن هذه القاعدة لم تعد متّبعة منذ زمن بعيد، وإذا ما استخدم لوح وأقراص حقيقية، يسترد اللاعب الذي جاء دوره في اللعب الأقراص المملوكة لخصمه عند الحاجة. وهذا يعني أن ثمة سبيلاً وحيدًا إلى تخطي دور اللاعب (عادة كرهًا) دون وضع قرص، بعد أن كان ثمة طريقتين لذلك في السابق. وفي أغلب الأحيان تنتهي الريفيرسي بملء المربعات الأربعة والستين، ولكن في أحيان أخرى لا يكون اللوح ممتلئًا ولكن لا يتمكن أي لاعب من إجراء تحرك قانوني.
والهدف الذي يسعى إليه كل لاعب هو تحقيق أكبر عدد ممكن من الأقراص باللون الذي يمثله في النهاية، أما الخصم فيهدف إلى خلاف ذلك -أو تقنيًا فيما يتعلق باللعبة العابرة التي لا توضع فيها جميع الأقراص- بحيث يرفع الفارق بينهما إلى أعلى قيمة ممكنة إذا كان رابحًا وإلى أقل قيمة ممكنة إذا كان خاسرًا. ومع ذلك، فإن الهدف الرئيسي ببساطة شديدة هو الفوز وتحقيق الحد الأقصى «للتفاوت بين الأقراص» الذي يحقق ميزة إضافية. (وقد يكون لهذا التفاوت قيمة أكبر أو أقل، وهو ما يمكن التعويل عليه في المباريات الحاسمة.)

## كتابات أخرى
Othello books to increase skill to tournament-level play:
- Emmanuel Lazard and Federation Francaise d'Othello, Othello: The Rules of the Game, 1993
- Ted Landau, Othello: Brief & Basic, 1990
- Randy Fang, Othello: From Beginner to Master, 2003
- Brian Rose, Othello: A Minute to Learn... A Lifetime to Master, 2005

## وصلات خارجية
- Pressman Othello instructions
- World Othello Federation نسخة محفوظة 1 نوفمبر 2016 على موقع واي باك مشين.
- Reversi – An Animated Guide

ألعاب على الإنترنت
- Brainking
- Reversi Game
- Reversi/Othello Strategy Board Game
- Reversi Web App
- PlayOK Reversi
- Reversi Lounge
- igGameCenter play Othello online via browser or iGoogle gadget

؛ صور
- صور من ألواح الريفيرسي من القرن التاسع عشر
- "Othello (Reversi)", University of Waterloo, Elliott Avedon Museum & Archive of Games

؛ كتب
- Othello Wiki Book Project - Othello-Reversi Book List
- Marc Mandt, Introduction to Basic Othello Strategy and Algorithms, 2001
- British Othello Federation Newsletters نسخة محفوظة 8 مارس 2014 على موقع واي باك مشين.